# Луїджі Лунарі
Луїджі Лунарі (3 січня 1934 — 15 серпня 2019) — італійський драматург, перекладач, есеїст та сценарист.

## Життєпис
У 1939 році, щоб уникнути індоктринації фашистською школою, батько зарахував його до Німецької школи в Мілані, якою керувала «Конгрегація Сестер Богоматері», далека від будь-якої нацистської ідеології. З 1942 по 1946 рік мешкав на батьківщині свого батька (Арциньяно, Віченца).
1946 року Лунарі повернувся до Мілана, щоб навчатися в середній школі та гімназії в Інституті Гонзага деї Салезіані, а також у класичній середній школі в Кардуччі, де його однокласником був Беттіно Краксі.
Вступив на юридичний факультет Міланського університету, який закінчив у 1956 році. Також навчався в Пармській консерваторії імені Арріго Бойто.